# Brian Cook
Brian Joshua Cook (Lincoln, Illinois; 4 de diciembre de 1980) es un exjugador de baloncesto estadounidense que disputó 9 temporadas en NBA. Mide 2,06 metros y jugaba de ala-pívot. Es hijo del que también fuera jugador de la NBA Norm Cook.

## Trayectoria deportiva

### Universidad
Cook jugó durante cuatro temporadas para los Fighting Illini de la Universidad de Illinois, liderando a su equipo en rebotes en todas ellas. En su año sénior lideró también al equipo en anotación, lo que le valió para ser elegido MVP de la Big Ten Conference, siendo también elegido en el segundo quinteto All American. Finalizó su etapa estudiantil como tercer máximo anotador de los Fighting Illini de toda su historia, con 1748 puntos. Promedió a lo largo de su carrera 13,2 puntos y 6,2 rebotes por partido.

### Profesional
Fue elegido en la posición 23 de la primera ronda del Draft de la NBA de 2003 por Los Angeles Lakers. El paso a profesionales le supuso el cambiar su estilo de juego, ya que, si bien en Illinois jugaba tanto dentro como fuera de la zona, en la NBA le hicieron jugar alejado del aro, lo que le supuso un periodo de adaptación. Y si en su primer año apenas lanzó en 5 ocasiones desde más alá de la línea de 3, en el segundo, bajo la tutela de su entrenador Rudy Tomjanovich, se convirtió en un especialista en lanzamientos lejanos, lanzando casi un 50% de sus tiros detrás de la línea de 3. Sin embargo, con el regreso de Phil Jackson al banquillo angelino en 2005, la cosa cambió, lanzando cada vez menos de 3, lo que, por otro lado, le supuso una mejora en sus promedios de lanzamiento.
Comenzada la temporada 2007-08, fue traspasado a Orlando Magic junto a Maurice Evans a cambio de Trevor Ariza.
El 19 de febrero de 2009 fue traspasado a Houston Rockets en un intercambio a tres bandas. Tras ser cortado por los Rockets el 19 de febrero de 2010, Cook fichó por Los Angeles Clippers en julio de 2010.
El 15 de marzo de 2012 fue traspasado a Washington Wizards en un intercambio entre tres equipos.

## Estadísticas de su carrera en la NBA

### Temporada regular
| Año     | Equipo        | PJ  | PT | MPP  | %TC  | %3P  | %TL   | RPP | APP | ROB | TPP | PPP |
| ------- | ------------- | --- | -- | ---- | ---- | ---- | ----- | --- | --- | --- | --- | --- |
| 2003–04 | L.A. Lakers   | 35  | 2  | 12.6 | .475 | .000 | .750  | 2.9 | .6  | .5  | .5  | 4.4 |
| 2004–05 | L.A. Lakers   | 72  | 0  | 15.1 | .417 | .392 | .757  | 3.0 | .5  | .3  | .4  | 6.4 |
| 2005–06 | L.A. Lakers   | 81  | 46 | 19.0 | .511 | .429 | .832  | 3.4 | .9  | .5  | .4  | 7.9 |
| 2006–07 | L.A. Lakers   | 65  | 24 | 15.7 | .453 | .400 | .723  | 3.3 | 1.0 | .4  | .4  | 6.9 |
| 2007–08 | L.A. Lakers   | 6   | 2  | 11.7 | .190 | .200 | 1.000 | 1.7 | .5  | .3  | .0  | 2.3 |
| 2007–08 | Orlando       | 45  | 0  | 12.4 | .394 | .390 | .882  | 2.2 | .5  | .2  | .3  | 5.0 |
| 2008–09 | Orlando       | 21  | 0  | 7.0  | .383 | .440 | .833  | 1.3 | .2  | .1  | .0  | 3.0 |
| 2008–09 | Houston       | 9   | 0  | 2.8  | .313 | .400 | .000  | .6  | .1  | .0  | .3  | 1.3 |
| 2009-10 | Houston       | 15  | 0  | 2.9  | .304 | .222 | .714  | .6  | .1  | .0  | .1  | 1.4 |
| 2010-11 | L.A. Clippers | 40  | 0  | 11.2 | .424 | .430 | .625  | 2.4 | .4  | .3  | .3  | 4.8 |
| 2011-12 | L.A. Clippers | 16  | 0  | 7.6  | .224 | .185 | 1.000 | 1.4 | .1  | .1  | .2  | 1.9 |
| 2011-12 | Washington    | 16  | 0  | 9.7  | .408 | .217 | .833  | 2.5 | .5  | .2  | .1  | 3.1 |
| Total   | Total         | 421 | 74 | 13.4 | .439 | .382 | .783  | 2.6 | .6  | .3  | .3  | 5.5 |

### Playoffs
| Año     | Equipo      | PJ | PT | MPP  | %TC  | %3P  | %TL   | RPP | APP | ROB | TPP | PPP |
| ------- | ----------- | -- | -- | ---- | ---- | ---- | ----- | --- | --- | --- | --- | --- |
| 2003–04 | Los Angeles | 13 | 0  | 3.5  | .333 | .000 | 1.000 | .9  | .1  | .1  | .0  | .9  |
| 2005–06 | Los Angeles | 7  | 0  | 11.1 | .391 | .364 | 1.000 | 3.1 | 1.1 | .1  | .0  | 6.3 |
| 2006–07 | Los Angeles | 5  | 0  | 10.2 | .333 | .429 | 1.000 | 1.2 | .0  | .0  | .2  | 3.6 |
| 2008–09 | Houston     | 6  | 0  | 5.3  | .267 | .222 | .000  | 2.0 | .5  | .3  | .2  | 1.7 |
| Total   | Total       | 31 | 0  | 6.7  | .351 | .333 | 1.000 | 1.7 | .4  | .1  | .1  | 2.7 |